# Anii 160
Secole: Secolul I - Secolul al II-lea - Secolul al III-lea
Decenii: Anii 110 Anii 120 Anii 130 Anii 140 Anii 150 - Anii 160 - Anii 170 Anii 180 Anii 190 Anii 200 Anii 210
Ani: 160 | 161 | 162 | 163 | 164 | 165 | 166 | 167 | 168 | 169